# Лачеделли, Роберто
Робе́рто Лачеде́лли (итал. Roberto Lacedelli; род. 23 декабря 1960, Кортина-д’Ампеццо, Венеция) — итальянский кёрлингист и тренер по кёрлингу.
Призёр чемпионата Италии среди мужчин. В составе мужской юниорской сборной Италии участник чемпионата мира 1982, чемпион Италии среди юниоров. В составе мужской сборной ветеранов Италии участник чемпионата мира 2018, чемпион Италии среди ветеранов.
Как тренер женской сборной Италии по кёрлингу участвовал в зимних Олимпийских играх 2006 года.

## Достижения
- Чемпионат Италии по кёрлингу среди мужчин: серебро (1995).
- Чемпионат Италии по кёрлингу среди юниоров: золото (1982).
- Чемпионат Италии по кёрлингу среди ветеранов: золото (2018[3]).

## Команды
| Сезон   | Четвёртый         | Третий            | Второй                | Первый              | Турниры                        |
| ------- | ----------------- | ----------------- | --------------------- | ------------------- | ------------------------------ |
| 1981—82 | Адриано Лоренци   | Enrico Fumagalli  | Alessandro Dal Fabbro | Роберто Лачеделли   | ЧИЮ 1982                       |
| 1981—82 | Адриано Лоренци   | Enrico Fumagalli  | Роберто Лачеделли     | Massimo Constantini | ЧМЮ 1982 (10 место)            |
| 1994—95 | Стефано Ферронато | Адриано Лоренци   | Gianluca Lorenzi      | Роберто Лачеделли   | ЧИМ 1995                       |
| 2017—18 | Антонио Менарди   | Вальтер Бомбассеи | Marco Constantini     | Роберто Лачеделли   | ЧИВ 2018 · ЧМВ 2018 (15 место) |

(скипы выделены полужирным шрифтом)

## Результаты как тренера национальных сборных
| Год  | Турнир                                                   | Сборная              | Место |
| ---- | -------------------------------------------------------- | -------------------- | ----- |
| 2001 | Чемпионат мира по кёрлингу среди юниоров (группа Б) 2001 | Италия (юниоры жен.) | 3     |
| 2003 | Чемпионат мира по кёрлингу среди женщин 2003             | Италия (женщины)     | 9     |
| 2004 | Чемпионат мира по кёрлингу среди женщин 2004             | Италия (женщины)     | 9     |
| 2004 | Чемпионат Европы по кёрлингу 2004                        | Италия (женщины)     | 6     |
| 2005 | Чемпионат Европы по кёрлингу 2005                        | Италия (женщины)     | 6     |
| 2006 | Зимние Олимпийские игры 2006                             | Италия (женщины)     | 10    |
| 2007 | Чемпионат мира по кёрлингу среди юниоров 2007            | Италия (юниоры жен.) | 10    |